# کامپسا
کامپسا (انگلیسی: Campsa) شرکت پالایش نفت اسپانیایی است، که در سال ۱۹۲۷ تأسیس شد.